# Сагринь-Осада
Сагринь-Осада (пол. Sahryń (osada)) — селище (осада) в Польщі, у Люблінському воєводстві Грубешівського повіту, гміни Вербковіце.
| Польща | Це незавершена стаття з географії Польщі. Ви можете допомогти проєкту, виправивши або дописавши її. |